# NGC 74
NGC 74 (ook wel PGC 1219 of MCG 5-1-71) is een spiraalvormig sterrenstelsel in het sterrenbeeld Andromeda.
NGC 74 werd op 7 oktober 1855 ontdekt door de Ierse astronoom William Parsons.